# Wallace Stevens

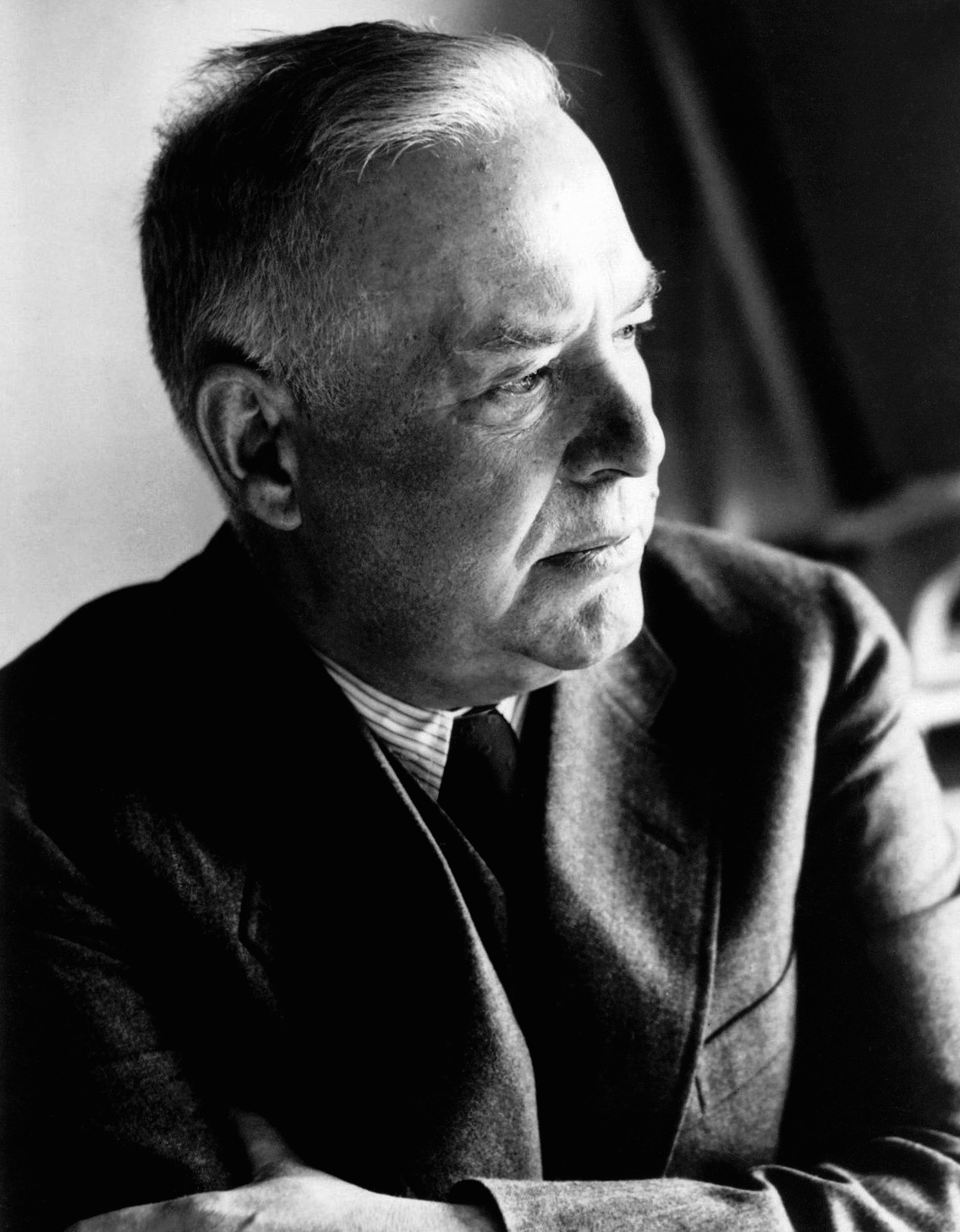
Wallace Stevens (1948)

Wallace Stevens (* 2. Oktober 1879 in Reading, Pennsylvania; † 2. August 1955 in Hartford, Connecticut) war ein amerikanischer Lyriker und Essayist.

## Leben
Stevens studierte von 1897 bis 1900 Rechtswissenschaft an der Harvard University. Nach dem Vordiplom zog er nach New York City. Hier arbeitete er eine Zeitlang als Journalist und beendete sein Studium im Jahr 1903. Während seines Studiums veröffentlichte er erstmals mehrere Gedichte im College-Magazin The Harvard Advocate. 1904 lernte er Elsie Kachel kennen – das Paar heiratete 1909. Nach seiner Zulassung als Anwalt arbeitete er von 1904 bis 1907 für verschiedene Kanzleien. 1908 trat er eine Stelle als Justitiar für eine Versicherungsanstalt aus Missouri an. 1914 wurde Stevens der Vizepräsident für die New Yorker Niederlassungen. Im selben Jahr veröffentlichte Harriet Monroe vier Gedichte von Stevens im Lyrikmagazin Poetry.
Nach einer Betriebsfusion wechselte Stevens 1916 von New York zur Hartford Accident and Indemnity Co. in Hartford, Connecticut. Er war Mitglied des avantgardistischen Kreis um Walter Arensberg, wo er u. a. Marcel Duchamp und William Carlos Williams kennenlernte. Sein erster Gedichtband Harmonium, der 1923 erschien, fand wenig Beachtung: Das Erscheinen von T. S. Eliots The Waste Land im Jahr zuvor hatte die Sensibilität im Publikum für weitere Neuerungen herabgesetzt. Wegen dieser Enttäuschung mied Stevens für den Rest der 1920er Jahre weitere Veröffentlichungen. 1924 wurde seine Tochter Holly Stevens geboren, die posthum Werke ihres Vaters herausgeben sollte. 1934 wurde Stevens zum Vizepräsidenten der Versicherung ernannt. In den 1930er Jahren schloss er sich dem avantgardistischen Kreis um das Ehepaar Barbara und Henry Church an. Erst in den 1940er Jahren fand sein lyrisches Schaffen Anklang; er wurde nun mit mehreren Preisen ausgezeichnet, darunter zwei National Book Awards und der Pulitzer-Preis. 1946 wurde er in die American Academy of Arts and Letters gewählt.
Stevens hat, obwohl er zeitlebens von Europa fasziniert war und regelmäßig Sendungen mit europäischer Kunst und Delikatessen aus aller Welt orderte, die Vereinigten Staaten nur für Kurzaufenthalte in Kanada und auf Kuba verlassen.
Wallace Stevens gilt als einer der größten Dichter der Vereinigten Staaten und hat viele spätere Dichter beeinflusst, darunter John Ashbery und Elizabeth Bishop.

## Werk
Von der 1923 erschienenen, ersten Gedichtsammlung Harmonium, die einige seiner meist anthologisierten Gedichte enthält, wurden von der Erstauflage nur einhundert Exemplare verkauft. Stevens’ Bedeutung wurde erst erkannt, als der Dichter bereits ein hohes Alter erreicht hatte. Dennoch beweist schon seine erste Publikation die herausragende Kenntnis der Kunst der Moderne, die neben Einflüssen von Walt Whitman und Ralph Waldo Emerson, der englischen Romantik (besonders Samuel Taylor Coleridge und William Wordsworth) und des französischen Symbolismus (hier besonders Paul Valéry und Stéphane Mallarmé) ebenso wie des Impressionismus in der Malerei treten. Die Ausstellung Armory Show, die 1913 in New York das neuere europäische Kunstschaffen (besonders Paul Cézanne, Henri Matisse und Marcel Duchamp) erstmals dem amerikanischen Publikum zugänglich machte, kann für Stevens’ Lyrik als ein Schlüsselerlebnis gewertet werden. Viele seiner frühen Gedichte lesen sich als variierte Meditationen auf Duchamps Akt, eine Treppe hinabsteigend.
Zwischen 1935 und 1945 nahm Stevens zunehmend konservative Positionen ein, die zu Kontroversen mit kommunistischen Schriftstellern führten. Zugleich vollzog er eine Wende vom frühen Imagismus und Impressionismus zum Symbolismus mit zunehmend festeren Bildsystemen. Seine Ideen über Ordnung (gegen Chaos), über den heroischen Poeten (gegen die Masse oder den Durchschnittsmenschen), über Frauen und Afroamerikaner und sein wiederholter Preis einer romantisch grundierten, umfassenden Imagination, die sich eine Welt schafft, prägen die Gedichtbände von 1935 bis 1942. Nicht erst in Esthétique du Mal (1945) deutet sich eine Wende zu einer Beschäftigung mit Krieg, Leiden und Gewalt an und damit eine Abwendung von der Vorstellung eines Übermenschen in der Nachfolge Friedrich Nietzsches.
Sein Spätwerk nach 1945 behält den entschiedenen Atheismus von Harmonium bei und verklärt noch radikaler die Poesie als Nachfolgerin der Religion. Poesie sei notwendig, weil die Menschen an irgendetwas glauben müssen, und Gedichte seien notwendig wie Engel. Die Imagination regiert weiterhin suprem bis in die Spätgedichte nach Auroras of Autumn (1950), wo zunehmend auch Gedanken an ein Ende der Macht der Imagination auftreten und ein näherer Bezug zur Alltagswelt offen wird. Die Ironie und rhetorische Virtuosität der früheren Gedichte treten zurück. Einige späte Meditationen tragen eher existentielle Töne, und ihre umgangssprachliche Schlichtheit bereiten in Ansätzen postmoderne Dichtung, etwa von John Ashbery, vor.
Stevens’ eindrückliche, oft an die Grenzen der Verständlichkeit rührende Bildlichkeit und seine hochartifizielle, zerebrale Sprache gestatten ihm, zeitgenössische philosophische Probleme in prägnante Metaphern zu verwandeln und sie, immer auf der Ebene des Bildes, experimentellen Lösungen zuzuführen. Ein Großteil seiner Gedichte lebt von der Gegenüberstellung der Entfremdung, Einsamkeit des modernen Menschen und der unmittelbaren ästhetischen Erfahrung, aus denen Kunst und Naturbetrachtung hervorgehen können.
Ein weiteres wichtiges Thema ist die Kollision von Imagination und Realität, des Bewusstseins und der wirklichen Welt. Dabei werden beide Bereiche nicht in krasser Antithese gedacht. Vielmehr entdeckt Stevens, dass auch die Realität Funktion und Produkt der Vorstellungskraft ist, die jedoch manchmal sozusagen verloren gehe und den Zugang zur Imagination verstelle. Zur Aufgabe des Dichters wird es, die Realität zum Fluktuieren zu bringen, sodass ihre Herkunft aus dem menschlichen Geist aufs Neue wieder bewusst wird. Es genüge nicht, wenn diese Wiedererweckung einmalig ist; vielmehr müsse sie durch immer neue Perspektivwechsel poetischer Sprache auf die Wirklichkeit immer wieder neu hergestellt werden. Gelegentlich bedient sich Stevens dazu religiöser Bildlichkeit; im Zentrum des Interesses steht jedoch die Erkenntnis, dass auch die Religion einseitige Realität werden und den Zugang zur Transzendenz verhindern kann.
Stevens’ frühe Lyrik ist stark beeinflusst durch den Philosophen und Dichter George Santayana, mit dem er Gedichte austauschte. Ihm setzt er mit To an Old Philosopher in Rome ein lyrisches Denkmal.
Viele der Begriffe Stevens’ haben in der amerikanischen Literaturwissenschaft sprichwörtlichen Charakter angenommen, besonders in der Schule von Harold Bloom. Ohne Kenntnis Stevens’ wird man Anspielungen auf eine „capable Imagination“, einen „necessary angel“ oder den „jar in Tennessee“ nicht verstehen. In neueren Studien wird der metaphysikkritische Aspekt der Lyrik Stevens’ hervorgehoben, die streckenweise der Postmoderne vorzugreifen scheint.

### Werkverzeichnis
Lyrikbände
- Harmonium (1923)
- Ideas of Order (1935)
- Owl’s Clover (1936)
- The Man With the Blue Guitar (1937)
- Parts of the World (1942)
- Notes Towards a Supreme Fiction (1942)
- Esthétique du Mal (1945)
- Three Academic Pieces (1947)
- Transport to Summer (1947)
- A Primitive Like an Orb (1948)
- The Auroras of Autumn (1950)
- Collected Poems (1954) (Hierfür erhielt er 1955 den Pulitzer-Preis)
- Opus Posthumous (1957)
- The Palm at the End of the Mind (1967)

Essayistik
- The Necessary Angel (1951)

In deutscher Übersetzung
Bücher
- Teile einer Welt. Ausgewählte Gedichte. Jung und Jung Verlag, Salzburg 2014. Aus dem amerikanischen Englisch von Rainer G. Schmidt. ISBN 978-3-99027-050-9. (zweisprachige Ausgabe)[3]
- Die Weitung alles Sichtbaren. Gedichte. Mattes Verlag, Heidelberg 2013. Hg. u. Übers. Klaus Martens. ISBN 978-3-86809-072-7.
- Hellwach, am Rande des Schlafs. Gedichte. Hanser, München 2011. Hg. Joachim Sartorius. Übers. Joachim Sartorius, Karin Graf, Hans Magnus Enzensberger, Durs Grünbein u. a. ISBN 978-3-446-23755-1. (zweisprachige Ausgabe)
- Der Mann mit der blauen Gitarre. Schirmer/Mosel, München 1995. Übers. Karin Graf, Hans Magnus Enzensberger.
- Adagia. Residenz, Salzburg 1993. Übers. Karin Graf, Joachim Sartorius.
- Die Gedichte unseres Klimas. Gedichte. Übers. Klaus Martens. Göttingen, Altaquito 1987.
- Menschen aus Worten gemacht. Englisch-deutsche Ausgabe. Hrsg. Klaus-Dieter Sommer. Volk und Welt, Berlin 1983.
- Der Planet auf dem Tisch. Gedichte und Adagia englisch und deutsch. Hg. Kurt H Hansen. Claassen, Hamburg 1961 u. Klett-Cotta, Stuttgart 1981.

Zeitschriften
- Gedichte (Der Schnee-Mann. Bantamhähne in Tannenwäldern. Der Eiskrem-Kaiser. Die Idee der Ordnung bei Key West. Die Gedichte unseres Klimas. Botanist auf einem Alp (Nr. 1). Ein Eingeborenes wie ein Rund. Puella Parvula. An einen alten Philosophen in Rom. Prologe zum Möglichen. Die Welt als Meditation. Eine Mythologie reflektiert ihre Gegend). In: Akzente 1985, S. 20–34. Klaus Martens
- Connecticut. ebd. 35-36
- Klaus Martens: Jemand baut eine Welt zusammen: Wallace Stevens. ebd. 37-49
- Die Gedichte unseres Klimas. Altaquito, Göttingen, 1987 (Enthält: Mann trägt Gegenstand. Die Gedichte unseres Klimas. Der Schnee-Mann. Puella Parvula. Der Mann mit dem Rachenleiden. Der Eiskrem-Kaiser. Botanist auf einem Alp (Nr. 1). Bantamhähne in Tannenwäldern. Madame La Fleurie. Die Idee der Ordnung bei Key West). Übersetzer: Klaus Martens
- Gedichte und Prosa (Sonntagmorgen. Der Tod eines Soldaten. Gubbinal. Tee im Palais von Hond. Mrs. Alfred Uruguay. Gewisse Klangerscheinungen. Somnambulismen. Außerordentliche Bezüge. Die Klangschöpfungen. Seite aus einer Erzählung. Ein normaler Abend in New Haven. Das Gedicht, das an Bergesstelle trat. Entdeckendes Denken. Steht leer im Park. Der schlichte Sinn der Dinge. Erste Wärme. Vom bloßen Sein. Während du den Raum verläßt) in: Akzente, Jg. 44, H. 2, 1997, S. 126–158. Übers. Klaus Martens.
- Die Figur des Jungen als männlicher Dichter. ebd. 133 - 135
- Über Dichtung. ebd. 142 - 146

### Ausgewählte Gedichte aufpoetry exhibits
- Anecdote of the Jar
- Bantams in Pine-Woods
- The Emperor of Ice Cream
- The High-Toned Old Christian Woman
- The Idea of Order at Key West (einschl. Audio-Datei: Lesung Stevens’)
- Metaphors of a Magnifico
- Nomad Exquisite
- The Snow Man
- Thirteen Ways of Looking at a Blackbird

### Deutsche Übersetzung
- Ausgewählte Gedichte in deutscher Übersetzung

### Links
- Literatur von und über Wallace Stevens im Katalog der Deutschen Nationalbibliothek
- Werke von und über Wallace Stevens in der Deutschen Digitalen Bibliothek
- Das Wallace Stevens Journal
- Artikel erschienen am 19. Mai 2012 in Akzente von Joachim Zünder
- Das Haus war ruhig und die Welt war still in der Frankfurter Anthologie der FAZ